# Bedford VAM
 (novembre 2021).
La mise en forme du texte ne suit pas les recommandations de Wikipédia : il faut le « wikifier ».
Les points d'amélioration suivants sont les cas les plus fréquents :
- Les titres sont pré-formatés par le logiciel. Ils ne sont ni en capitales, ni en gras.
- Le texte ne doit pas être écrit en capitales (les noms de famille non plus), ni en gras, ni en italique, ni en « petit »…
- Le gras n'est utilisé que pour surligner le titre de l'article dans l'introduction, une seule fois.
- L'italique est rarement utilisé : mots en langue étrangère, titres d'œuvres, noms de bateaux, etc.
- Les citations ne sont pas en italique mais en corps de texte normal. Elles sont entourées par des guillemets français : « et ».
- Les listes à puces sont à éviter, des paragraphes rédigés étant largement préférés. Les tableaux sont à réserver à la présentation de données structurées (résultats, etc.).
- Les appels de note de bas de page (petits chiffres en exposant, introduits par l'outil «  Source ») sont à placer entre la fin de phrase et le point final[comme ça].
- Les liens internes (vers d'autres articles de Wikipédia) sont à choisir avec parcimonie. Créez des liens vers des articles approfondissant le sujet. Les termes génériques sans rapport avec le sujet sont à éviter, ainsi que les répétitions de liens vers un même terme.
- Les liens externes sont à placer uniquement dans une section « Liens externes », à la fin de l'article. Ces liens sont à choisir avec parcimonie suivant les règles définies. Si un lien sert de source à l'article, son insertion dans le texte est à faire par les notes de bas de page.
- La présentation des références doit suivre les conventions bibliographiques. Il est recommandé d'utiliser les modèles {{Ouvrage}}, {{Chapitre}}, {{Article}}, {{Lien web}} et/ou {{Bibliographie}}. Le mode d'édition visuel peut mettre en forme automatiquement les références.
- Insérer une infobox (cadre d'informations à droite) n'est pas obligatoire pour parachever la mise en page.

Pour une aide détaillée, merci de consulter Aide:Wikification.
Si vous pensez que ces points ont été résolus, vous pouvez retirer ce bandeau et améliorer la mise en forme d'un autre article.
 (novembre 2021).
Le Bedford VAM est un châssis pour autocars, à un étage, fabriqué par l'ancien constructeur anglais Bedford, filiale de Vauxhall, de 1965 à 1971. Il sera remplacé par le Bedford Série Y, le dernier construit par Bedford avant sa cessation d'activité en 1986.

## Histoire
En 1950, Bedford présente le châssis SB. L'entreprise croyait répondre aux demandes du marché. L'autobus a réussi à s'imposer avec succès mais était mal adapté à l'exploitation par un seul homme, désormais autorisée en Grande-Bretagne, dans laquelle le chauffeur de l'autobus doit assumer également le rôle de contrôleur, car la porte d'entrée du Bedfoprd SB était située loin derrière. Avec le FE44, Yeates avait présenté un bus de 44 places avec une porte d'entrée à l'avant. Le FE44 était basé sur un châssis SB modifié. La conversion, cependant, n'avait pas reçu l'approbation de Vauxhall Motors, la société mère de Bedford, et n'a jamais obtenu aucune approbation, Vauxhall craignait une surcharge sur le châssis et la rupture qui en résulterait. Cependant, le FE44 a fait prendre conscience à Bedford de la demande pour un tel bus et a introduit le VAM en 1965, le nom signifiant VA série Medium. Les versions plus courtes et plus longues ont été baptisées VAS (S = small) et VAL (L = long). Le VAM et le VAL avaient tous deux un grand porte-à-faux avant, ce qui permettait de positionner la porte d'accès devant l'essieu avant.
Le châssis du VAM permet des carrosseries de 36 pieds de long (11 mètres), ce qui est la longueur maximale autorisée pour les bus à deux essieux en Grande-Bretagne à l'époque. L'empattement est de 4,9 m, ce qui, selon la carrosserie choisie, donne une capacité de 41 à 45 places.
Le moteur est disposé verticalement à l'avant. Sur la première série, on peut choisir parmi trois moteurs six cylindres : un moteur Bedford essence de 4,9 l, un moteur Bedford diesel de 5,4 l et un Leyland O.400 diesel de 6,6 litres. À partir de 1967, un nouveau moteur diesel Bedford de 7,7 litres est disponible en option comme version la plus puissante. Les bus à moteur essence peuvent être équipés en option d'une boîte de vitesses manuelle à quatre ou cinq rapports synchronisés, les véhicules à moteur diesel n'étant disponibles qu'avec une boîte à cinq vitesses. Le système de freinage diffère également entre les variantes de moteur.

### Premières séries VAM.3 / 5 / 14
À l'origine, le châssis Bedford VAL est équipé de trois moteurs au choix :
- Bedford à essence de 4 927 cm3 de cylindrée, avec une boîte de vitesses manuelle à 4 ou 5 rapports synchronisés, nommée VAM.3,
- Bedford diesel de 5 420 cm3, boîte de vitesses manuelle à 5 rapports non synchronisés, nommée VAM.5,
- Leyland O.400 diesel, six cylindres en ligne de 6 640 cm3, nommée VAM.14

montés verticalement à l'avant et une boîte de vitesses Clark à 5 rapports. Avec ces moteurs, le châssis était dénommé VAM.14. 913 châssis VAM ont été construits, de 1963 à 1966.
La première série VAM dispose de petites jantes de 16 pouces, comme sur une simple camionnette, alors que tous les autocars montent des jantes de 20 pouces. Cette solution a provoqué une forte surchauffe des freins et leur perte rapide d'efficacité.

### VAL.70
En décembre 1967, Bedford présente une nouvelle version améliorée, le VAM.70, avec un moteur Bedford, de 7,64 litres, a remplacé le VAM.14. 713 châssis VAM.70 ont été construits entre 1967 et 1972 et 123 entre 1974 et 1983.

## Carrosseries
Les VAM.14 & VAM.70 ont été carrossés par plusieurs entreprises de carrosserie industrielle. La plupart l'ont été par Duple et Plaxton, mais aussi par de plus petites entités comme Harrington (38 exemplaires du Harrington Legionnaire sur VAM14) et 11 exemplaires par Yeates en 1963 et 64 sur VAM14.

## Production
La production du châssis d'autobus/autocar Bedford VAM a débuté mi août 1965 dans l'usine de Vauxhall Motors de Luton. Selon le site "Bus lists on the web" qui recense tous les autobus et autocars fabriqués en Grande-Bretagne, il ressort que la production des différents modèles VAM est de 2.971 unités. D'autres sources indiquent environ 9.000 unités.

## Caractéristiques techniques
- châssis VAM 3 - moteur Bedford essence, 6 cylindres en ligne de 4 927 cm3 développant 133 ch SAE à 3,400 tr/min (117 ch DIN) et un couple de 305 mN DIN à 1 200 tr/min[3],
- châssis VAM 5 - moteur Bedford diesel 330, 6 cylindres de 5 420 cm3 - 101 ch DIN à 2 600 tr/min - 325 mN à 1 800 tr/min,
- châssis VAM 14 - moteur Leyland O.400 diesel, 6 cylindres de 6 640 cm3 - 129 ch DIN à 2 400 tr/min - 414 mN à 1 600 tr/min,
- châssis VAM 70 - moteur Bedford diesel de 7 934 cm3 - 143 ch SAE à 2 800 tr/min - 390 mN SAE à 1 200 tr/min,
- châssis VAM 75 - moteur Bedford diesel type 466 de 8,2 litres 126 ch DIN.

Les châssis Bedford VAM ont été surtout vendus aux carrossiers du Royaume-Uni. Quelques centaines d'exemplaires ont été exportés, notamment à Hong Kong, en Australie et en Nouvelle-Zélande, mais équipés de moteurs Perkins ou Cummins.
En 1971, le VAM a été remplacé par le Bedford Série Y, qui, avec son moteur sous le plancher, va offrir plus de sièges pour une même longueur.